# Ferrovia dell'Hauenstein
La ferrovia dell'Hauenstein (nota anche come Hauensteinbahn) è una linea ferroviaria a scartamento normale della Svizzera.

## Storia
Il 4 febbraio 1853 si costituì la Schweizerische Centralbahn (SCB), per la costruzione di linee ferroviarie tra Basilea ed Olten con diramazioni da quest'ultima località verso ovest, est e sud.
La prima tratta, tra la stazione provvisoria di Basilea (Aeschen-Vorstadt) e Liestal aprì il 19 dicembre 1854; il 1º giugno 1855 aprì il prolungamento da Liestal a Sissach, e il 16 marzo 1857 la tratta Sissach-Läufelfingen. La linea fu completata il 1º maggio 1858 con l'apertura del tronco Läufelfingen-Olten, comprensivo della galleria dell'Hauenstein; il 4 giugno 1860 il capolinea fu spostato nella nuova stazione centrale di Basilea. La costruzione della linea, seconda in Europa (dopo quella del Semmering) a superare un passo alpino (quello dell'Unterer Hauenstein), si rivelò impegnativa: le rampe d'accesso al tunnel raggiungevano pendenze del 27 per mille, e durante i lavori, nel 1857, scoppiò un incendio nel quale persero la vita 63 persone.
La SCB venne nazionalizzata nel 1902: le sue linee entrarono a far parte delle Ferrovie Federali Svizzere (FFS).
Il 25 novembre 1909 il consiglio di amministrazione delle FFS decise la costruzione di una ferrovia da Sissach ad Olten passando per Gelterkinden e Tecknau, lunga 18 chilometri, con una galleria di base lunga oltre 8 chilometri e rampe d'accesso con una pendenza massima del 10,5 per mille. I lavori iniziarono nel 1912, e l'8 gennaio 1916 entrò in servizio la linea di base dell'Hauenstein, con un anno di anticipo rispetto a quanto previsto. La linea storica, nota come Läufelfingerli, venne limitata ad un ambito locale (è percorsa dai convogli della rete celere di Basilea) e, a causa del suo rapporto costi/ricavi pari al 20%, è stata più volte a rischio di soppressione.
Il 18 maggio 1924 venne elettrificata la linea di base dell'Hauenstein; la linea storica (Sissach-Läufelfingen-Olten) lo fu il 4 ottobre 1953.
Alla creazione delle FFS la ferrovia era già a doppio binario, così come fu costruita a doppio binario anche la linea di base; nel 1938 venne smantellato il secondo binario sulla vecchia linea dell'Hauenstein.
Il 4 dicembre 2000 entrò in servizio l'Adlertunnel, galleria lunga 5,3 chilometri che accorcia il tragitto tra Muttenz e Liestal. Parte del piano Ferrovia 2000, la galleria fu costruita in otto anni.

## Caratteristiche
La linea Basilea-Adlertunnel-Sissach-galleria di base dell'Hauenstein-Olten, a scartamento normale, è lunga 38,08 km, è elettrificata a corrente alternata monofase con la tensione di 15.000 V alla frequenza di 16,7 Hz; la pendenza massima è dell'11 per mille. È interamente a doppio binario.
La tratta Muttenz-Liestal (via Pratteln), a scartamento normale, è lunga 9,53 km, è elettrificata a corrente alternata monofase con la tensione di 15.000 V alla frequenza di 16,7 Hz; la pendenza massima è del 9 per mille. È interamente a doppio binario.
La linea Sissach-Läufelfingen-Olten, a scartamento normale, è lunga 18,18 km, è elettrificata a corrente alternata monofase con la tensione di 15.000 V alla frequenza di 16,7 Hz; la pendenza massima è del 26 per mille; è interamente a binario unico .

### Percorso
| Continuation backward |

| Station on track |

| Unknown route-map component "CONTgq" | Unknown route-map component "ABZgr" |  |

| Unknown route-map component "mKRZu" |

|  | Unknown route-map component "ABZgl" | Unknown route-map component "CONTfq" |

| Unknown route-map component "mKRZu" |

| Unknown route-map component "hKRZWae" |

| Unknown route-map component "CONTgq" | Unknown route-map component "ABZg+r" |  |

|  | Unknown route-map component "ABZg+l" | Unknown route-map component "CONTfq" |

| Station on track |

| Unknown route-map component "BS2+l" | Unknown route-map component "BS2+r" |

| Unknown route-map component "tSTRa" | Straight track |

| Unknown route-map component "tSTR" | Station on track |

|  | Unknown route-map component "tSTR" | Unknown route-map component "ABZgl" | Unknown route-map component "CONTfq" |

| Unknown route-map component "tSTRe" | Station on track |

| Unknown route-map component "BS2l" | Unknown route-map component "BS2r" |

| Head station | Station on track |  |

| Unknown route-map component "hKRZWae" | Unknown route-map component "hKRZWae" |  |

| Unknown route-map component "CONTr+g" | Straight track |  |

| Station on track |

| Stop on track |

| Station on track |

| Unknown route-map component "BS2+l" | Unknown route-map component "BS2+r" |

| Straight track | Unknown route-map component "hKRZWae" |

| Stop on track | Straight track |

| Straight track | Station on track |

| Straight track | Unknown route-map component "hKRZWae" |

| Stop on track | Straight track |

| Stop on track | Straight track |

| Small arched bridge | Straight track |

| Stop on track | Straight track |

| Straight track | Unknown route-map component "hSTRae" |

| Straight track | Station on track |

| Enter and exit short tunnel | Straight track |

| Enter and exit short tunnel | Straight track |

| Straight track | Unknown route-map component "tSTRa" |

| Station on track | Unknown route-map component "tSTR" |

| Enter and exit tunnel | Unknown route-map component "tSTR" |

| Unknown route-map component "eHST" | Unknown route-map component "tSTR" |

| Stop on track | Unknown route-map component "tSTRe" |

| Unknown route-map component "hKRZWae" | Unknown route-map component "hKRZWae" |

|  | Straight track | Unknown route-map component "ABZgl" | Unknown route-map component "CONTfq" |

| Unknown route-map component "BS2l" | Unknown route-map component "BS2r" |

|  | Unknown route-map component "ABZg+l" | Unknown route-map component "CONTfq" |

| Station on track |

| Continuation forward |

La linea parte dalla stazione FFS di Basilea. Attraversata la Birsa la linea entra nel canton Basilea Campagna toccando Muttenz, località dopo la quale si trova il bivio che porta da un lato all'Adlertunnel e dall'altro verso Pratteln. Il tratto fino a Pratteln è comune all Bözbergbahn, che da Pratteln si dirama verso Zurigo, via Brugg-Baden.
Le due tratte si ricongiungono prima della stazione di Liestal; tra la stazione e il ponte sul fiume Frenke la ferrovia corre parallela alla Waldenburgerbahn (WB), con la quale sino al 1923 (anno nel quale il percorso della WB venne posto in sede propria) condivideva un binario.
A Sissach la ferrovia si biforca nuovamente: da un lato la Läufelfingerli (dal comune che attraversa) e dall'altro la linea di base; le due tratte si ricongiungono prima di giungere nella stazione di Olten.
Nel 1926 venne realizzato un raccordo che permette un collegamento diretto tra la linea dell'Hauenstein e la ferrovia Zurigo-Olten evitando l'inversione di marcia ad Olten.

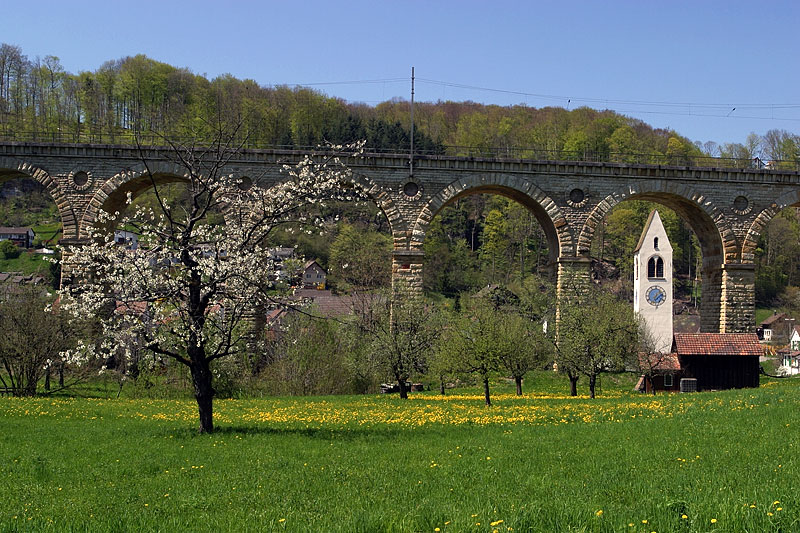
Il viadotto di Rümlingen sulla linea storica

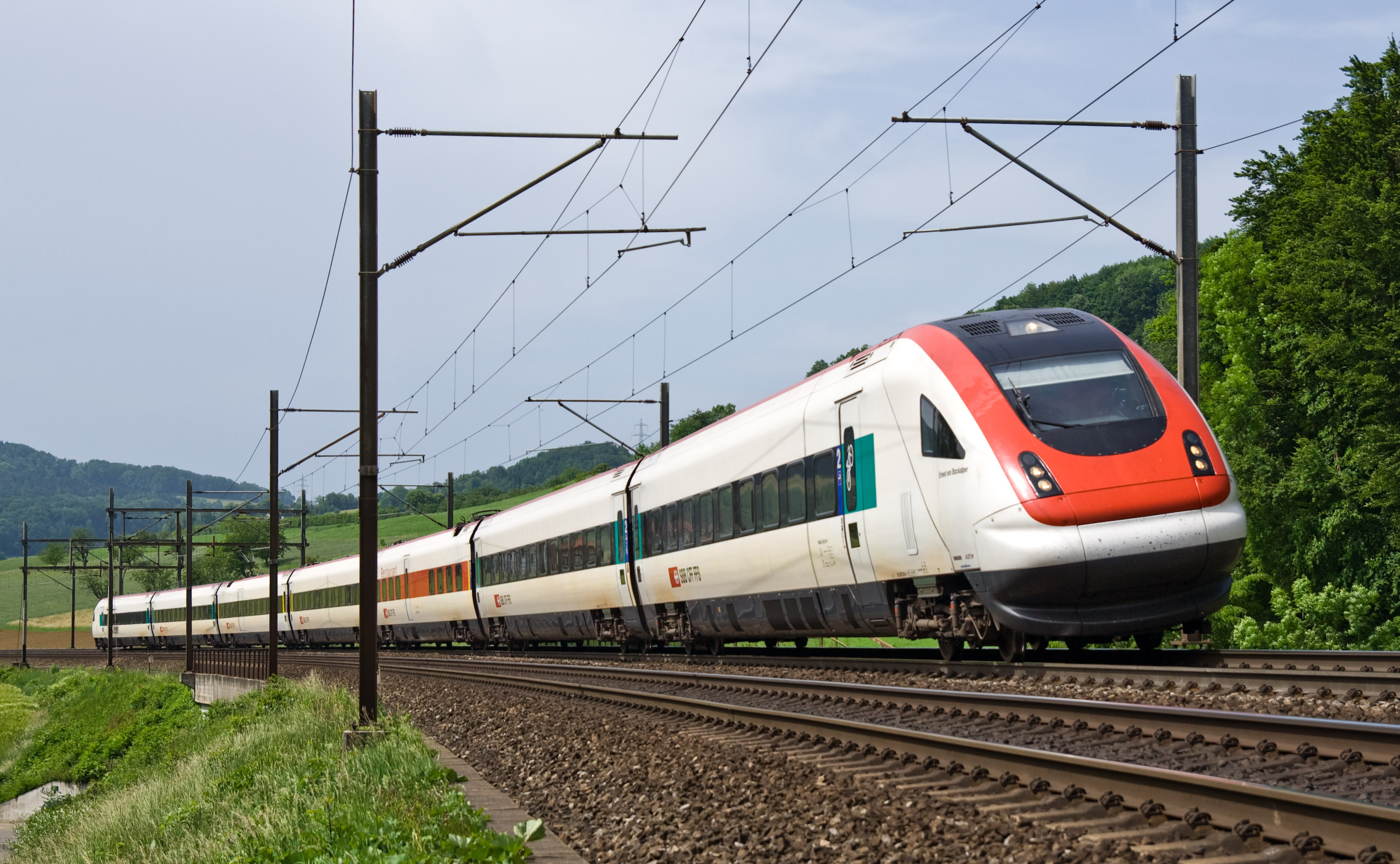
L'elettrotreno RABDe 500 024 "Ernst von Stockalper" tra Gelterkinden e Tecknau